# Trek-Segafredo/2021
Deze pagina geeft een overzicht van de UCI World Tour wielerploeg Trek-Segafredo in  2021.

## Algemeen
Sponsors: Trek, Segafredo Zanetti
Algemeen Manager: Luca Guercilena
Teammanager: Steven de Jongh
Ploegleiders: Kim Andersen, Adriano Baffi, Markel Irizar, Luc Meersman, Jaroslav Popovytsj, Gregory Rast, Paolo Slongo
Fietsen: Trek
Materiaal: Bontrager

## Renners
| Naam                     | Geboortedatum | Nationaliteit       | Ploeg 2020          |
| ------------------------ | ------------- | ------------------- | ------------------- |
| Julien Bernard           | 17-03-1992    | Frankrijk           |                     |
| Gianluca Brambilla       | 22-08-1987    | Italië              |                     |
| Giulio Ciccone           | 20-12-1994    | Italië              |                     |
| Nicola Conci             | 05-01-1997    | Italië              |                     |
| Niklas Eg                | 06-01-1995    | Denemarken          |                     |
| Jakob Egholm             | 27-04-1998    | Denemarken          | Hagens Berman Axeon |
| Kenny Elissonde          | 22-07-1991    | Frankrijk           |                     |
| Amanuel Gebreigzabhier   | 17-08-1994    | Eritrea             | NTT Pro Cycling     |
| Mattias Skjelmose Jensen | 26-09-2000    | Denemarken          | Leopard Pro Cycling |
| Alexander Kamp           | 14-12-1993    | Denemarken          |                     |
| Alex Kirsch              | 12-06-1992    | Luxemburg           |                     |
| Koen de Kort             | 08-09-1982    | Nederland           |                     |
| Emīls Liepiņš            | 29-10-1992    | Letland             |                     |
| Juan Pedro López         | 31-07-1997    | Spanje              |                     |
| Bauke Mollema            | 26-11-1986    | Nederland           |                     |
| Jacopo Mosca             | 29-08-1993    | Italië              |                     |
| Matteo Moschetti         | 14-08-1996    | Italië              |                     |
| Ryan Mullen              | 07-08-1994    | Ierland             |                     |
| Antonio Nibali           | 23-09-1992    | Italië              |                     |
| Vincenzo Nibali          | 14-11-1984    | Italië              |                     |
| Mads Pedersen            | 18-12-1995    | Denemarken          |                     |
| Charlie Quarterman       | 06-09-1998    | Verenigd Koninkrijk |                     |
| Kiel Reijnen             | 01-06-1986    | Verenigde Staten    |                     |
| Michel Ries              | 11-03-1998    | Luxemburg           |                     |
| Quinn Simmons            | 08-05-2001    | Verenigde Staten    |                     |
| Toms Skujiņš             | 15-06-1991    | Letland             |                     |
| Jasper Stuyven           | 17-04-1992    | België              |                     |
| Edward Theuns            | 30-04-1991    | België              |                     |
| Antonio Tiberi           | 24-06-2001    | Italië              | Team Colpack Ballan |

### Stagiairs
Per 1 augustus 2021
| Naam              | Geboortedatum | Nationaliteit | Vorige ploeg        |
| ----------------- | ------------- | ------------- | ------------------- |
| Filippo Baroncini | 26-08-2000    | Italië        | Team Colpack Ballan |
| Asbjørn Hellemose | 15-01-1999    | Denemarken    | Team Colpack Ballan |
| Daan Hoole        | 22-02-1999    | Nederland     | SEG Racing Academy  |

### Vertrokken
| Naam           | Geboortedatum | Nationaliteit | Ploeg 2021       |
| -------------- | ------------- | ------------- | ---------------- |
| Will Clarke    | 11-04-1985    | Australië     | gestopt          |
| Richie Porte   | 30-01-1985    | Australië     | INEOS Grenadiers |
| Pieter Weening | 05-04-1981    | Nederland     | gestopt          |

## Overwinningen
| Nationale kampioenschappen wielrennen Letland - tijdrit: Toms Skujiņš Letland - wegwedstrijd: Toms Skujiņš Ronde van de Alpes-Maritimes en de Var 1e etappe: Bauke Mollema 3e etappe: Gianluca Brambilla Eindklassement: Gianluca Brambilla Puntenklassement: Bauke Mollema Kuurne-Brussel-Kuurne Mads Pedersen Trofeo Laigueglia Bauke Mollema | Milaan-San Remo Jasper Stuyven Per Sempre Alfredo Matteo Moschetti Ronde van Hongarije 5e etappe: Edward Theuns Ronde van Frankrijk 14e etappe: Bauke Mollema Ronde van Wallonië 3e etappe: Quinn Simmons Eindklassement: Quinn Simmons Jongerenklassement: Quinn Simmons Ploegklassement: *1) | Ronde van Denemarken 2e etappe: Mads Pedersen Ploegklassement: *2) Ronde van Noorwegen 3e etappe: Mads Pedersen Ronde van Sicilië 4e etappe: Vincenzo Nibali Eindklassement: Vincenzo Nibali |

*1) Ploeg Ronde van Wallonië: Brambilla, Egholm, Kirsch, López, A.Nibali, Reijnen, Simmons
*2) Ploeg Ronde van Denemarken: Bernard, Egholm, Jensen, Kamp, Moschetti, Pedersen, Ries
Mannen: 2011 · 2012 · 2013 · 2014 · 2015 · 2016 · 2017 · 2018 · 2019 · 2020 · 2021 · 2022 · 2023 · 2024 · 2025
Vrouwen: 2019 · 2020 · 2021 · 2022 · 2023 · 2024 · 2025
AG2R-Citroën · Astana-Premier Tech · Bahrain-Victorious · BORA-hansgrohe · Cofidis, Solutions Crédits · Deceuninck–Quick-Step · EF Education-Nippo · Groupama-FDJ · INEOS Grenadiers · Intermarché-Wanty-Gobert Matériaux · Israel Start-Up Nation · Lotto Soudal · Movistar Team · Team BikeExchange · Team DSM · Team Jumbo-Visma · Team Qhubeka NextHash · Trek-Segafredo · UAE Team Emirates